# Casino Cosmopol, Stockholm
Casino Cosmopol i Stockholm var ett statligt ägt kasino beläget på Kungsgatan 65 i centrala Stockholm på Norrmalm,  mellan 2003 och 2025 i en lokal som tidigare genom åren varit nattklubb (Heaven), biograf (Palladium) och dansrestaurang (Bal Palais). På de fyra våningar fanns ett trettio spelbord (inklusive poker) och runt 350 spelautomater. Kasinot hade cirka 300 anställda. Kasinot hade en à la carte-restaurang och tre barer.

## Incidenter
Den 15 juli 2008 inträffade ett rån på kasinot och gärningsmännen kom över en okänd summa pengar. En vecka senare greps tre personer misstänkta för rånet. Detta var första gången som ett kasino rånats i Sverige.
Julaftonen 2008 skadades en ordningsvakt och två gäster då en man sköt med pistol mot entrén. Förövaren dömdes senare till tio års fängelse för mordförsök, grov misshandel samt olaga hot.

## Temporär och permanent stängning
Casino Cosmopol höll stängt från mars 2020 till juli 2021 på grund av restriktionerna kring Covid-19-pandemin. Casinot tvingades stänga innan årsskiftet 2026 efter att Sverige får en förändrad lagstiftning. Casinot stängdes den 24 april 2025.